# Contraión

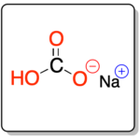
Contraión en Bicarbonato de Sodio.

Un contraión es el ion que acompaña una especie iónica y mantiene la neutralidad eléctrica. En la sal de mesa, el catión sodio es el contraión para el anión cloruro y viceversa.
Los surfactantes como el bromuro de cetiltrimetilamonio forman micelas en solución. Los contraiones bromuro son retenidos alrededor de las micelas, incluso en presencia de cloruro de sodio. La condensación selectiva de contraiones es observada con el cloruro de cetiltrimetilamonio con los iones cloruro condensados siendo reemplazados por bromuro al adicionarse bromuro de potasio.
En células de plantas (vegetales), el anión malato suele acumularse en la vacuola disminuyendo el potencial de agua y permitiendo la expansión de la célula. Los iones K+ suelen acumularse como contraión manteniendo la electroneutralidad.
Un contraión es un ion móvil, cuya presencia permite la formación de especies cargadas pero eléctricamente neutras. Por ejemplo, la especia (neutra) NaCl consta del ion sodio, el cual es contrarrestado por el ion cloruro y viceversa. Desde el punto de vista de la química, en general, cada ion tiene su contraión, siendo excepciones los rayos de iones, espectrometría de masas y situaciones donde los electrones contrarrestan la carga del ion (por ejemplo, el sistema Na/NH3, y plasmas.
El término contraión es frecuentemente usado para aludir a iones que están presentes en una solución, pero no participan de la reacción, Por ejemplo, cuando se estudia la electroquímica del Co2+, se puede disolver el nitrato Co(NO3)2. La solución contendrá el contraión NO3- que no participa en la reacción electroquímica de interés. Un contraión de uso muy común es el anión perclorato ClO4-, debido a que los percloratos son materiales altamente solubles.